# Igreja da Ordem Terceira da Penitência de São Domingos de Osma
A Igreja da Ordem Terceira da Penitência de São Domingos de Osma, Igreja da Ordem Terceira da Penitência de São Domingos de Gusmão ou Igreja e Casa da Ordem Terceira de São Domingos, é uma igreja católica romana do século XVIII em Salvador, Bahia, Brasil. A igreja é dedicada a São Domingos, um padre castelhano e fundador da Ordem Dominicana. Pertence à Arquidiocese Católica Romana de São Salvador da Bahia.

## Localização
Ocupa o perímetro noroeste do Terreiro de Jesus, em frente à Catedral Basílica de Salvador. A igreja foi listada como uma estrutura histórica pelo Instituto do Patrimônio Histórico e Artístico Nacional em 1938.
A Igreja da Ordem Terceira da Penitência de São Domingos ocupa o perímetro noroeste do Terreiro de Jesus. A Igreja de São Pedro dos Clérigos fica à esquerda da Igreja da Ordem Terceira no Terreiro de Jesus; a Catedral de Salvador está localizada no extremo oposto da praça.
A Igreja da Ordem Terceira da Penitência de São Domingos de Osma foi tombada pelo Instituto do Patrimônio Histórico e Artístico Nacional em 1938 sob a inscrição número 83.

## História
O capítulo baiano da Irmandade da Ordem Terceira de São Domingos foi fundado em 30 de outubro de 1723. A filiação à Ordem Terceira, assim como a outras Ordens Terceiras carmelitas e franciscanas, era limitada aos cidadãos de ascendência portuguesa pura e excluía os de ascendência judia, moura ou africana; de "um histórico moral impecável"; de meios financeiros para sustentar a Irmandade; e depois de 1759, não um membro da Companhia de Jesus.

Vasco Fernandes César de Meneses (1673–1741), vice-rei do Brasil, esteve presente na cerimônia inaugural e foi admitido na ordem no mesmo dia. A Irmandade teve a sua primeira sede na Igreja e Mosteiro de São Benedito, cujo prior eleito foi Afonso Rodrigues Sampaio. Logo foi transferido para o Hospício da Palma. A Ordem Terceira tinha duas festas religiosas: a festa da padroeira de São Domingos e a festa de Nossa Senhora do Rosário em outubro.

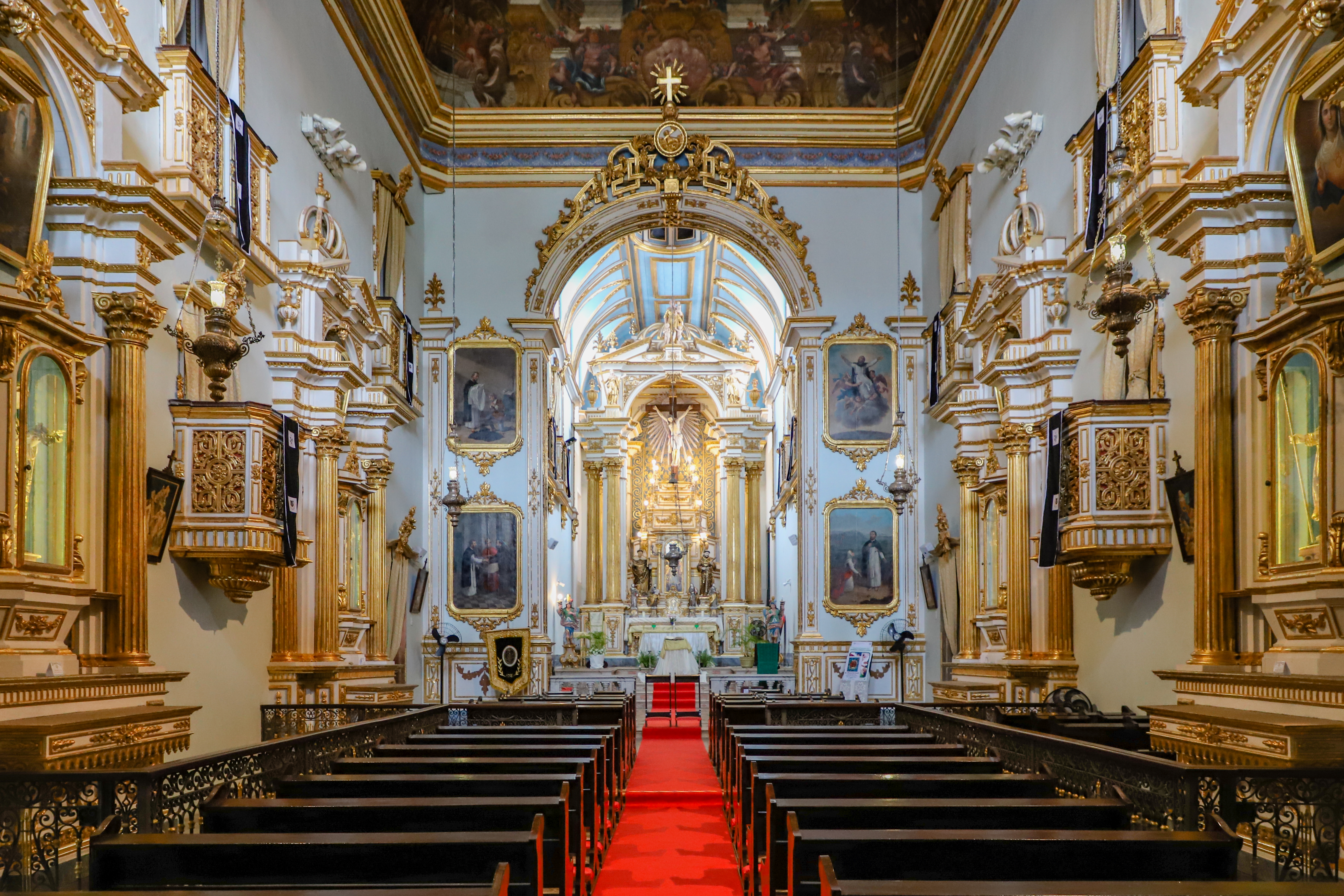
Vista da nave e capela-mor

Em 1730, a Irmandade adquire casas no Terreiro de Jesus e no ano seguinte iniciam a edificação de sua igreja. A construção da sede da Confraria no Terreiro de Jesus foi executada por João Antunes dos Reis. A igreja foi construída e decorada em um período curto e ininterrupto de tempo entre 1730 e 1747; a falta de atrasos na construção da igreja está em contraste com outras igrejas da época, e com a força econômica da irmandade. Além da igreja, foram também implementados duas construções laterais para serem ocupadas pela Ordem Terceira.
A estrutura possuía nave monumental, noviciado e sacristia. José Joaquim da Rocha (ca. 1737–1807) completou a pintura barroca trompe-l'œil do teto da nave no século XVIII; sobreviveu a reformas subsequentes da estrutura. A relação entre a Ordem Terceira de São Domingos e a Ordem Terceira de São Francisco foi inicialmente "cordial", mas caiu em uma disputa por propriedades em meados do século XVIII. A Ordem Terceira de São Domingos tentou comprar três casas dos franciscanos para expandir sua sede; a venda entrou em disputa e só foi liquidada em 1781. A austera Casa de Santos ( Casa dos Santos ) foi concluída no mesmo ano.
A Ordem Terceira planejou a construção de um frontispício de talha em Portugal. Após muitas dificuldades, a ideia foi abandonada e o atual frontispício foi instalado em 1787.
O interior da igreja foi profundamente alterado a partir de 1873, principalmente na capela-mor. O altar, retábulo, entalhes e pinturas de estilo barroco foram removidos e substituídos por aqueles de desenho neoclássico. As paredes e o teto da capela-mor são pintados de azul claro, faltando as pinturas e azulejos das igrejas baianas da mesma época. Um arco da capela-mor e novo piso de mármore italiano foram instalados em 1887.

## Estrutura

### Planta

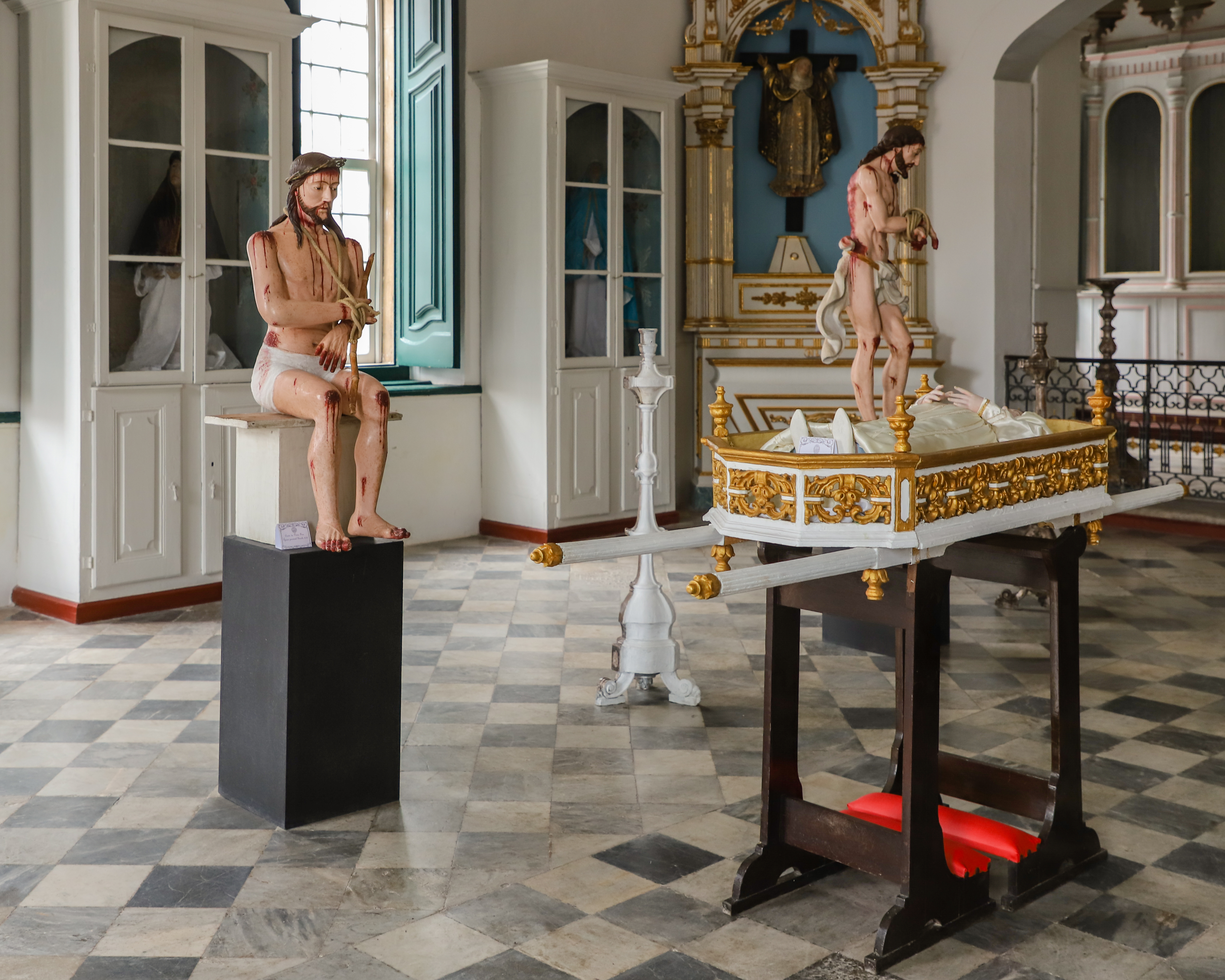
Salão Nossa Senhora da Boa Morte

A Igreja da Ordem Terceira da Penitência de São Domingos foi construída em alvenaria de pedra e cal. Possui duas construções laterais separados da igreja por corredores longitudinais com tribunas na parte superior. Sua fachada principal com decoração de jarros e cimalhas em arenito, possui elementos do estilo rococó e uma torre com terminação em bulbo.
Tem no seu interior uma nave única monumental, um coro, noviciado, uma capela-mor e altar-mor, uma sacristia, dois corredores laterais, uma sala dedicada a Nossa Senhora da Morte ( Nossa Senhora da Boa Morte ), uma capela dedicada a Nossa Senhora da Morte e outras salas diversas.
A sala dedicada a Nossa Senhora da Morte funciona agora como sala de exposição de obras de arte, principalmente estátuas de santos, da igreja.
Nas reformas ocorridas entre 1873 e 1888, uma claraboia foi aberta no altar-mor.

### Pintura
A pintura do teto da nave é intitulada A Visão de São Domingos (Visão de São Domingos) e retrata a Virgem Maria, Jesus e São Domingos. A pintura, embora monumental, provavelmente carece de detalhes do original; uma inscrição afirma que ele foi pintado pela primeira vez em 1749, mas restaurado em 1875. É atribuída a José Joaquim da Rocha, mestre em pintura ilusionista barroca. A pintura do teto da nave é semelhante às das igrejas franciscanas do recôncavo interior, notadamente da Igreja e Convento de Santo Antônio em Cairu e do Convento de São Francisco em São Francisco do Conde.
A capela-mor apresenta forro com seis janelas abobadadas. Originalmente era ricamente pintada, como a da Igreja e Convento de Nossa Senhora da Conceição da Lapa, e possuía um rico acervo de azulejos. Esses elementos desapareceram e o teto e as paredes agora são pintados de azul puro.

### Decoração / Talhe
Antônio Mendes da Silva esculpiu um retábulo elaborado na capela-mor entre 1745 e 1748. A talha original barroca foi substituída pela talha neoclássica em 1873, com autoria de Joaquim Rodrigues de Farias. A riqueza da Ordem Terceira se reflete na decoração elaborada e no uso do jacaranda em todo o edifício. Possui uma escadaria circular maciça de guarda-corpo e arranque de madeira de jacarandá, em estilo rococó que dá acesso ao pavimento superior, onde estão localizados o consistório, o coro, as tribunas da capela‐mor e da nave, além da sala da secretaria.

## Acervo

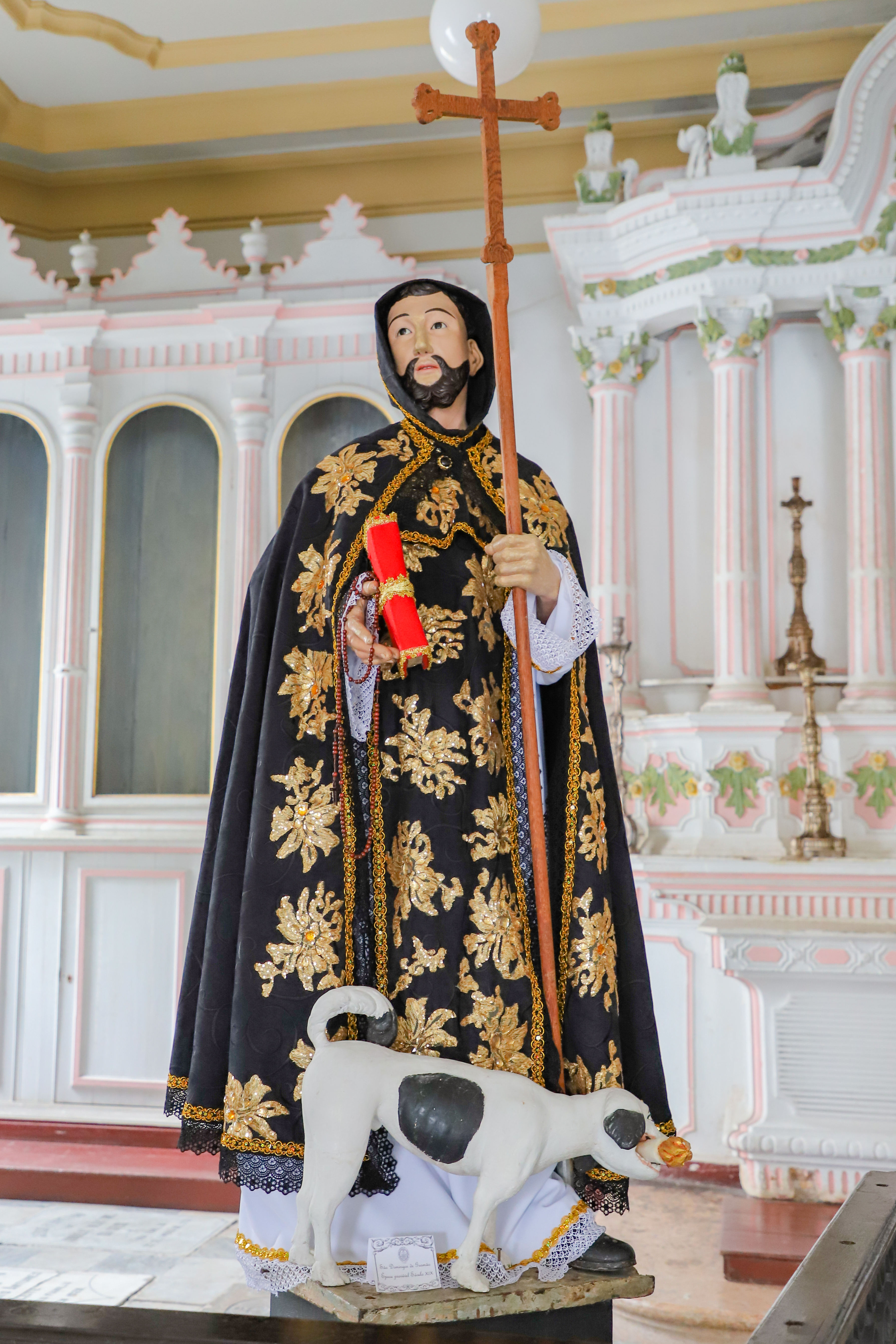
São Domingos

Entre as peças que se encontram na Igreja, destacam-se as imagens:
- São José, estima-se que foi feito no século XVIII
- Nossa Senhora das Dores, provavelmente do século XIX
- São Gonçalo do Amarante, provavelmente do século XVIII
- Santa Catarina de Sena, estima-se que foi elaborada no século XVIII
- São Martinho de Vila, provavelmente do século XIX
- Santa Rosa de Lima, datada época provável século XVIII
- Nossa Senhora do Carmo, provavelmente do século XVIII
- São Francisco, estima-se que pertence ao século XIX
- São Domingos de Gusmão, com relicário à altura do peito com um pedaço de osso, datado do século XIX
- São Tomáz de Aquino, peça estimada do século XVIII
- Santa Cecília e Santa Paula, ambas provavelmente do século XIX

Além das imagens, possui um "Cofre do SNr do Bomfim", pia de água benta e quadros em moldura dourada.